# Route nationale 5 (Djibouti)
Pour les articles homonymes, voir Route nationale 5.
La route nationale 5 est une route nationale djiboutienne d'environ 130 kilomètres traversant le sud du pays depuis la ville de Djibouti.
La RN 5 est une alternative à la RN 1 qu'elle rejoint à ses deux extrémités en passant par les villes de Damerjog, Holhol, Danan, Ali Adde et Ali Sabieh.